# CBS News Radio
CBS News Radio (cunoscut anterior ca CBS Radio News), cunoscut din punct de vedere istoric ca CBS Radio Network, oferă știri la mai mult de 1.000 de posturi de radio din Statele Unite ale Americii. Rețeaua este deținută de  CBS Corporation; ea este ultima dintre cele trei rețele naționale de radio din SUA (CBS, NBC Radio Network și Mutual) încă deținută de către societatea-mamă. 
CBS Radio News este una dintre cele două servicii naționale de știri distribuite de Skyview Networks, care distribuie programe de știri naționale, discuții, muzică și evenimente speciale, în afară de știri locale, starea vremii și alte informații, la posturile de radio și televiziune, precum și la serviciile de monitorizare a traficului.

## Istoric
Postul CBS News Radio este cea mai veche unitate a CBS Corporation și își are originea în predecesorul CBS, United Independent Broadcasters, fondat în 1927, cu 47 de posturi afiliate. În anul următor, Columbia Records a investit în rețeaua de radio, care a fost numită Columbia Phonographic Broadcasting System. În cele din urmă, compania de înregistrări și-a retras sprijinul ca urmare a confruntărilor dure de pe piața media. William S. Paley a cumpărat o jumătate din acțiunile companiei ce va fi cunoscută ulterior sub numele Columbia Broadcasting System în 1928 și a devenit președintele acesteia. (În anul 1938, CBS a cumpărat compania sa părinte, Columbia Records.)

## Programe
Astăzi, CBS News Radio este cel mai bine cunoscut pentru programele sale de știri și de informații publice, distribuite către mai mult de 500 de posturi afiliate, inclusiv posturile deținute și operate de WCBS în New York, KYW din Philadelphia, KNX din Los Angeles, KCBS din San Francisco, WBBM din Chicago, WBZ din Boston, WWJ din Detroit, KMOX din St. Louis, KRLD din Dallas și WCCO din Minneapolis.
Postul de radio oferă știri actualizate din jumătate în jumătate de oră, 24 de ore pe zi, 7 zile pe săptămână 
CBS News Radio are o listă impresionantă de reporteri în întreaga lume, printre care Pam Coulter, Steven Portnoy, Cami McCormick, Sabina Castelfranco, Robert Berger și Lara Logan. Logan realizează reportaje, de asemenea, pentru CBS Television, iar mulți corespondenți TV realizează, de asemenea, buletinele de știri de la CBS Radio.

## Posturile afiliate ale CBS News Radio deținute de CBS (cu poziția pe piața locală)
- WCBS 880 AM: New York, New York (#1[1])
- WINS 1010 AM: New York, New York**
- KNX 1070 AM: Los Angeles, California (#2)
- WBBM 780 AM: Chicago, Illinois (#3)
- KCBS 740 AM: San Francisco, California (#4)
- KRLD 1080 AM: Dallas, Texas (#5)
- KYW 1060: Philadelphia, Pennsylvania (#8)**
- WPHT 1210: Philadelphia, Pennsylvania
- WDCH-FM 99.1: Bowie, Maryland / Washington, DC (#9)
- WBZ 1030: Boston, Massachusetts (#10)**
- WWJ 950: Detroit, Michigan (#11)
- WCCO 830: Minneapolis, Minnesota (#16)
- KMOX 1120: St. Louis, Missouri (#21)
- KDKA 1020: Pittsburgh, Pennsylvania (#25)**
- KXNT 840: Las Vegas, Nevada (#32)
- WTIC 1080: Hartford, Connecticut (#52)

(** Deținut anterior de Westinghouse Broadcasting, care a fuzionat cu CBS în 1995)
CBS News Radio oferă știri actualizate permanent către CBSN, canalul TV de știri al CBS News.
Pe 2 februarie 2017, CBS Corporation a anunțat că a fost de acord să-și vândă posturile de radio deținute către Entercom. Postul CBS News Radio nu a fost inclus în ofertă.
Pe 2 august 2017, CBS a anunțat că a semnat un contract cu Skyview Networks pentru distribuirea emisiunilor CBS Radio News, care va intra în vigoare la 1 ianuarie 2018. 